# Wydrzyn (powiat wieluński)
Wydrzyn – wieś w Polsce położona w województwie łódzkim, w powiecie wieluńskim, w gminie Czarnożyły.

## Podział miejscowości
| SIMC    | Nazwa      | Rodzaj    |
| ------- | ---------- | --------- |
| 0701783 | Majorat    | część wsi |
| 0701790 | Nad Strugą | część wsi |
| 0701808 | Postruże   | część wsi |

Do 1953 roku istniała gmina Wydrzyn. W latach 1975–1998 miejscowość należała administracyjnie do województwa sieradzkiego.

## Historia
Miejscowość historycznie należy do ziemi wieluńskiej i związana była z Wielkopolską. Ma metrykę średniowieczną i istnieje co najmniej od XIII wieku. Wymieniona w dokumencie zapisanym w 1294 jako "Wydrino", "Vydrzyno", "Wydrzin" .
W 1294 książę Przemysł II nadał arcybiskupowi poznańskiemu skonfiskowany Wydrzyn. W 1357 odnotowany został w uposażeniu tego arcybiskupstwa. Około 1340 we wsi miał powstać pierwszy kościół parafialny. Parafia odnotowana została również w 1459. W 1520 pod patronatem arcybiskupa wybudowano kościół św. Krzyża. Do parafii wydrzyńskiej należało 6. wsi .
Została odnotowana w historycznych dokumentach podatkowych. Jak wynika z Liber beneficiorum archidiecezji gnieźnieńskiej spisanej przez Jana Łaskiego w XVI wieku (Gniezno 1880 r.,t. II, s. 136) wieś niegdyś należała do kapituły gnieźnieńskiej, do klucza Kamionka. W 1511 wyznaczone zostały granice z sąsiednimi miejscowościami: Opojowicami, Stawem, Czarnożyłami i Raczynem. W tym roku zanotowano również we wsi 16. łanów kmiecych, z tego 8. opuszczonych. Sołtys miał 2. zagrodników gospodarujących na 2. łanach, 2 kolejne łany należały do plebana. We wsi znajdowała się też karczma. W 1520 sołtys przekazywał plebanowi 1/2 grzywny dziesięciny. W 1552 w miejscowości gospodarowało 11 kmieci z 1. karczmarzem oraz kmieciem plebana. Natomiast 2. łany należały do sołtysa. W 1553 odnotowano we wsi 5 łanów . 
W 1563 wieś podlegała kapitule gnieźnieńskiej i gospodarowało w niej 7. kmieci mających po 1 łanie ziemi rolnej, 2. po 1 1/4 łana, 2. łany należały do plebana, 1. łan do sołtysa, a 1/2. łana do woźnego wojewódzkiego .
Kapituła wystawiła drugi drewniany kościół w 1718 r., po zniszczeniu się poprzedniego. Ten ostatni spalił się 17 kwietnia 1832 r. w następstwie czego parafia wydrzyńska została przyłączona do parafii w Czarnożyłach.
Po rozbiorach Polski wieś znalazła się w zaborze rosyjskim.
W Wydrzynie urodził się poseł na Sejm Wincenty Baranowski.